# 沃尔布鲁克圣司提反堂
沃尔布鲁克圣司提反教堂（St Stephen Walbrook）是伦敦市的一座教堂，属于英国圣公会伦敦教区。它位于沃尔布鲁克，毗邻伦敦市长官邸，靠近地铁银行站。

## 历史
在公元二世纪，在伦敦城墙附近泰晤士河的支流沃尔布鲁克河畔，有一座密特拉神庙。1950年代发现此庙的基础，并被保留。
7世纪，在沃尔布鲁克河西岸建立了一座撒克逊教堂，约1439年重建于东岸。15世纪的建筑已经毁于1666年的伦敦大火。
目前的教堂由克里斯多佛·雷恩爵士建于1672至1680年，63英尺高的圆顶是基于雷恩为圣保罗座堂所作的原设计，许多人认为这是雷恩最好的教堂内部设计之一。尼古劳斯·佩夫斯纳爵士将其列为英格兰最重要的10座建筑物之一。
1941年纳粹德国的伦敦大轰炸对该教堂造成了轻微的损害，后被修复。
1987年，在教堂的中心，安放了亨利·摩尔巨大的白色抛光石祭坛。 
1953年，该堂主任牧师查克·瓦拉创建志愿组织撒瑪利亞會，开通24小时电话热线，為情緒受困擾和企圖自殺的人提供支援。撒玛利亚会的第一个支部，中伦敦支部，设在此教堂的地下，后来才迁往Soho的马歇尔街。
左侧墙上有本杰明·委斯特的画作《埋葬圣司提反》。
1950年1月4日，该教堂被列为一级登录建筑。

## 安葬
- 約翰·凡布魯

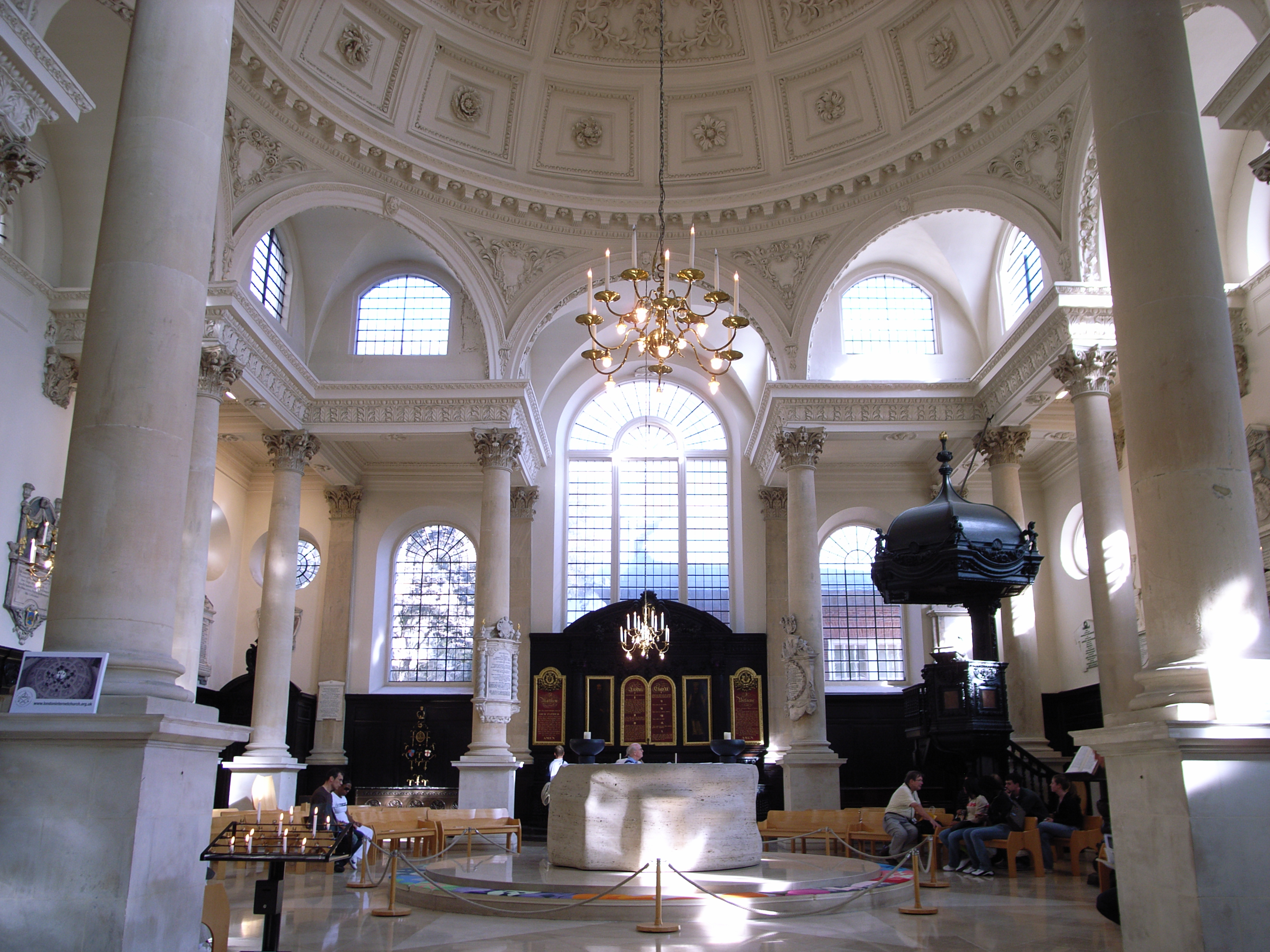
内部
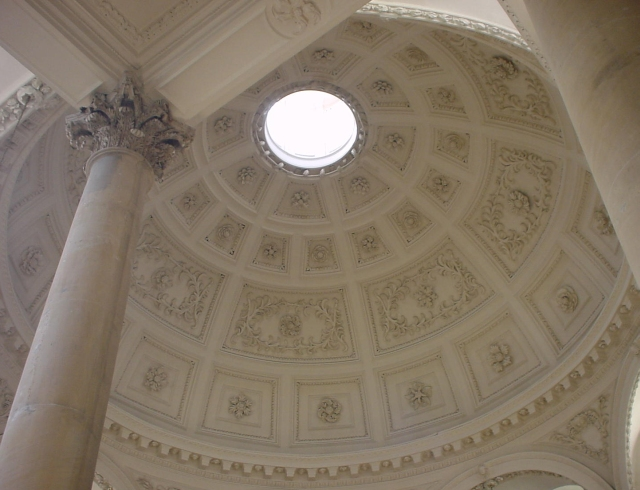
天花板